# Jacques-Louis de Pourtalès
Jacques-Louis de Pourtalès (Ginevra, 9 agosto 1722 – Neuchâtel, 20 marzo 1814) è stato un banchiere e proprietario di schiavi svizzero.

## Biografia

### Carriera
Figlio di Jérémie de Pourtalès, un ugonotto delle Cévennes che nel 1717, dopo la guerra dei Camisardi, si stabilì sulle rive del lago di Neuchâtel, dove si lanciò nell'industria tessile producendo tessuti di cotone decorati noti all'epoca come indiane. Nel 1753, fondò un istituto bancario abbinato ad un'impresa di trasporti, agenzia di import ed export con filiali e magazzini nelle principali città d'Europa.
Nel 1745 accolse a Neuchâtel profughi protestanti francesi, come il giovane Paul Coulon, che sposò una sua cugina, anch'essa emigrata, e divenne suo socio. Dal 1770 divenne un importante importatore tè indiano.
Nel 1771, insieme all’industriale basilese Johann Jakok Thurneysen, Jacques-Louis de Pourtalès acquistò ampie terre sull'isola di Grenada, allora colonia inglese delle Indie occidentali. In due di queste terre erano impiegati 160 schiavi neri africani (adulti e bambini). I possedimenti furono venduti ventisei anni dopo, nel 1797.
Nel 1808, costruì a Neuchâtel l'ospedale che porta il suo nome, Hôpital Pourtalès, e istituì l'omonima fondazione.
Alla fine della sua vita iniziò a investire in stabilimenti di filatura, tessitura e cartoleria. Morì il 20 marzo 1814, all'età di 91 anni.

### Vita familiare

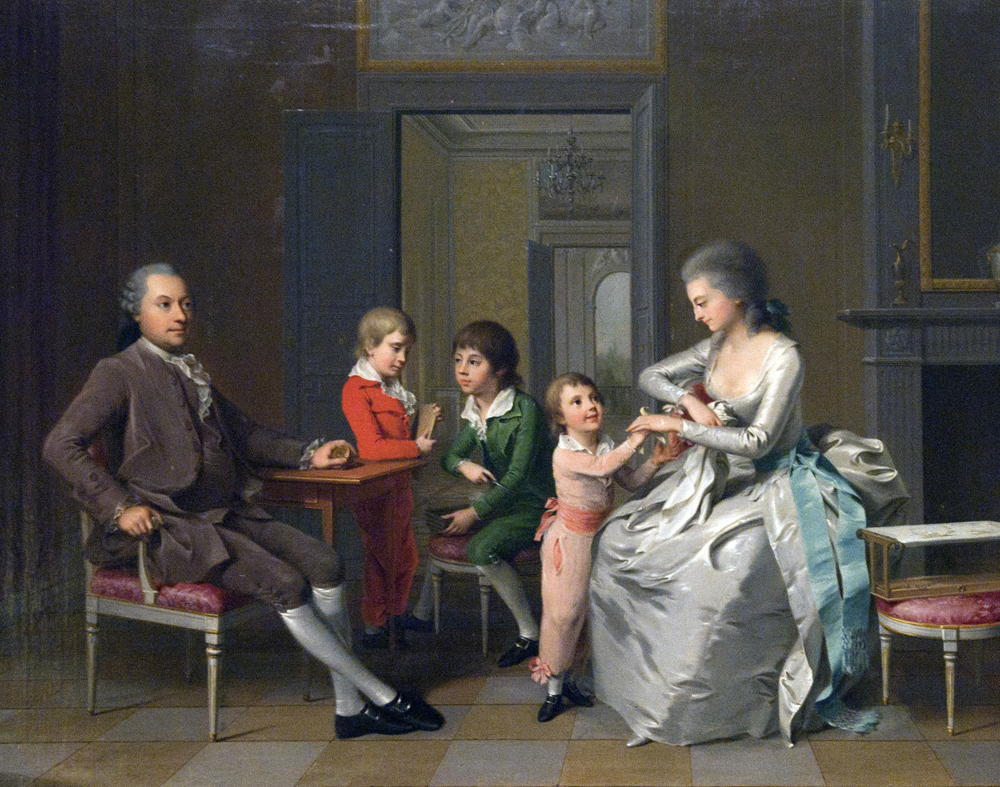
Jacques-Louis de Pourtalès e la sua famiglia, a Neuchâtel

Nel 1769 sposò Rose-Augustine de Luze, grande amica di Jean-Jacques Rousseau, dalla quale ebbe quattro figli e due figlie:
- Louis, nato nel 1773, che sposò Sophie d'Audanger;
- Charlotte, nata nel 1775;
- James Alexandre, nato nel 1776, ciambellano del re di Prussia, che sposò Anne de Palezieux-Falconnet (nata nel 1792);
- Frédéric, nato nel 1779, che sposò Louise de Castellane-Norante (nata nel 1793);
- Pierre, nato nel 1780;
- Adèle, nata nel 1786.